# Živojin
Živojin je moško osebno ime.

## Izvor imena
Ime Živojin je različica imena Živko.

## Pogostost imena
Po podatkih Statističnega urada Republike Slovenije je bilo na dan 31. decembra 2007 v Sloveniji 88 oseb z imenom Živojin.